# Ted Lapidus
Edmond Lapidus (París, 23 de junio de 1929 – Mougins, 29 de diciembre de 2008) fue un diseñador de moda francés.

## Primeros años de vida
Sus padres eran Robert Lapidus y Cécile Guitine. Su familia era de origen judío ruso; su padre también fue sastre. Ted Lapidus completó su educación secundaria en Marsella y luego en Annecy.

## Vida artística
Aprendiz primero en la casa Christian Dior, creó su propia firma, Ted Lapidus, en 1951. La marca conoció una rápida expansión y llegó a ser una de las más conocidas en el mundo de la moda durante las décadas de 1960-70. Su éxito se cimentó en gran parte en la novedad de sus colecciones pret-à-porter, en las que trabajó junto a su dedicación a la alta costura. Ted Lapidus es recordado por haber impuesto en la calle los looks "safari", el unisex y por ser el primer diseñador de moda ligado a la Nouvelle vague. Mientras que las minifaldas, los abrigos militares y el tartán dominaron su estilo en los años sesenta, en los setenta éste derivó hacia los trajes "safari".
El modisto, que gustaba definirse como "modisto de calle" es recordado como uno de los artífices de la extensión del diseño de masas, es decir, el pret-à-porter. Algunas de las novedades que introdujo, como la sahariana o el estilo uniforme, compartidas con otros colegas como Yves Saint Laurent, las lanzó desde la plataforma de la alta costura y el prêt-à-porter de lujo, y son aún referentes para la moda actual.

### Legado y últimos años de vida
A los 53 años, en 1982, decidió dejar las riendas de la casa de costura fundada en 1951 en manos de su hijo, Olivier. Sin embargo, la marca no mantuvo su prestigio de antaño a partir de entonces. Durante la época de máximo esplendor de la firma, vistió a actrices como Brigitte Bardot y Jane Fonda y actores como Jean Paul Belmondo. La casa dejó de producir colecciones de alta costura en el año 2000. Hoy, el legado Lapidus se mantiene principalmente en el diseño de perfumes y relojes.
Su creador, Edmond Lapidus, murió de leucemia el 29 de diciembre de 2008. Está enterrado en el Cementerio del Père-Lachaise de París.